# Стала свободней
«Стала свободней» — песня, написанная российской певицей МакSим. Композиция издана, как второй официальный сингл, с её пятого альбома «Хорошо». Премьера песни состоялась 10 февраля. Радиорелиз песни состоялся 13 февраля 2015 года, в этот же день состоялась премьера клипа в эфире телеканала RU.TV и на YouTube-канале ELLO.

## Предыстория и релиз
Слова и музыку песни МакSим написала самостоятельно. Премьера песни состоялась 10 февраля. Радиорелиз песни состоялся 13 февраля 2015 года.

«Это очень пережитая песня, одна из немногих абсолютно про меня. Я могу петь о придуманных историях – проникаюсь ими и пишу песню, и пою её. А в этой песне я та, которой была в тот момент, когда песню писала. У многих бывают ситуации, когда хочется взвыть, но я сдерживалась. А очень хороший режиссёр Вадим Шатров сумел увидеть нерв, надрыв, и смог его передать. Скорее всего эта песня не попадет на радио, признаюсь, я её писала для себя – мне надо было выплеснуть в творчество своё ненужное состояние. Она сделала меня сильнее. Теперь я уж точно непробиваема!»
— МакSим

## Видеоклип
Съёмки видеоклипа начались 4 декабря и закончились 6 декабря. Съёмки проходили в Москве.

«Только что закончили съемки для нового клипа певицы МакSим. Мы не изменили своим традициям и мучили артистку, как могли: морозили полуодетую на холодном ветру, заставляли стоять на самом краю крыши многоэтажки, перебегать дорогу перед колесами автомобилей».
— Режиссёр клипа
Премьера клипа состоялась 13 февраля в эфире телеканала RU.TV и на YouTube-канале ELLO. По состоянию на декабрь 2020 года, видео на YouTube набрало более 8,6 млн просмотров.

## Список композиций
- Радиосингл[7]

| №  | Название          | Автор(ы)         | Длительность |
| -- | ----------------- | ---------------- | ------------ |
| 1. | «Стала свободней» | Марина Максимова | 3:33         |

- Цифровой сингл[8]

| №  | Название          | Автор(ы)         | Длительность |
| -- | ----------------- | ---------------- | ------------ |
| 1. | «Стала свободней» | Марина Максимова | 3:33         |

## Реакция критики
Алексей Мажаев из InterMedia оценил сингл в два балла из пяти. По его мнению, трек оказался неудачным. МакSим никогда не грешила многократным повторением одной и той же фразы — обычно хватало пары раз, чтобы слушатель и так её запомнил. Здесь же припев повторяется с небывалой навязчивостью, но более привлекательным от этого не становится. Песня звучит вполне нежно и обаятельно, но от Максим ждёшь большего. Даже рефрен «стала свободней» звучит как-то неуверенно, будто певица пока не поняла, что делать с этой свободой.

## Чарты
| Страна/территория (Чарт)      | Высшая позиция |
| ----------------------------- | -------------- |
| Tophit Общий Топ-100          | 171            |
| Tophit Топ-100 по заявкам     | 47             |
| Tophit Украинский Топ-100     | 490            |
| Яндекс.Музыка                 | 1              |
| Красная звезда. Видеочарт     | 16             |
| Красная звезда. Народный чарт | 2              |

| Страна/территория (Чарт)      | Высшая позиция |
| ----------------------------- | -------------- |
| Tophit Топ-100 по заявкам     | 92             |
| Красная звезда. Видеочарт     | 25             |
| Красная звезда. Народный чарт | 5              |
| Красная звезда. Сводный чарт  | 39             |

| Страна/территория (Чарт)      | Высшая позиция |
| ----------------------------- | -------------- |
| Красная звезда. Видеочарт     | 37             |
| Красная звезда. Народный чарт | 18             |
| Красная звезда. Сводный чарт  | 57             |

| Страна/территория (Чарт) | Высшая позиция |
| ------------------------ | -------------- |
| ОЕТV                     | 16             |

## История релиза
| Регион        | Дата            | Формат               |
| ------------- | --------------- | -------------------- |
| Страны iTunes | 10 февраля 2015 | Цифровая дистрибуция |
| СНГ           | 13 февраля 2015 | Радиоротация         |